# IC 5028
IC 5028 — галактика типу Irr   B () у сузір'ї Павич.
Цей об'єкт міститься в оригінальній редакції індексного каталогу.